# Murina fusca
Murina fusca — вид ссавців родини лиликових. 

## Проживання, поведінка
Країна поширення: Китай (Хейлунцзян). Цей вид часто зустрічається в гірських районах. 

## Загрози та охорона
Загрози для цього виду не відомі. Поки не відомо, чи вид присутній в будь-яких охоронних територій.